# CAヒムナシア・イ・エスグリマ・デ・フフイ
クルブ・アトレティコ・ヒムナシア・イ・エスグリマ・デ・フフイ (スペイン語: Club Atlético Gimnasia y Esgrima de Jujuy) 、通称ヒムナシア・デ・フフイ (Gimnasia de Jujuy) は、アルゼンチン・フフイ州の州都サン・サルバドール・デ・フフイを本拠地とするスポーツクラブである。1931年に創立され、サッカー部門が最もよく知られている。2016-17シーズンはプリメーラB・ナシオナル（2部）に所属している。
アルゼンチン北西部の主要クラブとして知られる。1993-94シーズンにプリメーラB・ナシオナルを制し、その後2000年までプリメーラ・ディビシオン（1部）に在籍した。2004-05シーズンに再びプリメーラB・ナシオナルを制して昇格したが、2008-09シーズン終了後にプリメーラB・ナシオナルに降格した。

## タイトル

### 国内タイトル
- プリメーラB・ナシオナル : 2回
  - 1993-94, 2004-05C

## 歴代監督
- マリオ・ゴメス 2004-2006, 2006-2007, 2012-2013
- フランシスコ・フェラーロ 2004, 2010-2011
- ホセ・マリア・ビアンコ 2006
- カルロス・ラマッショッティ2007-2008
- オマール・ラブルナ 2008-2009
- エクトル・アルスビアルデ 2009-2010
- ホセ・ルイス・カルデロン 2011-2012
- マリオ・シアクア 2014, 2016-
- セバスティアン・メンデス 2015
- ガブリエル シューレル 2015

## 歴代所属選手
- レオポルド・ルケ 1967-1969
- ホセ・ダニエル・バレンシア 1973-1974
- カルロス・モラレス・サントス 1995-1999, 2002-2003
- オスカル・サンチェス 1996-1998
- マルコ・サンディ 1998-2000
- ダビド・ビスコンティ 1999-2000
- 松尾直人 1999 (留学)